# 패킷 트레이서
패킷 트레이서(Packet Tracer)는 교육과 실습, 그리고 단순 컴퓨터 네트워크 시뮬레이션을 위한 연구에 이용할 수 있는 시스코의 라우터 시뮬레이터이다. 이 도구는 시스코 시스템즈가 제작하였으며, 시스코 네트워킹 아카데미에 참여하고 있거나 참여한 적이 있는 강사와 학생들에게 무료로 배포·제공된다. 패킷 트레이서의 목적은 학생과 교사들이 네트워킹의 원칙을 학습하고 시스코 기술의 특정 능력을 계발하는 도구를 제공하는 것이다.

## 교육에서의 이용
패킷 트레이서는 CCNA 자격증을 취득하려는 시스코 네트워킹 아카데미의 학생들이 일반적으로 사용한다. 기능 제한이 있기 때문에 시스코는 이 소프트웨어를 실제 시스코의 라우터와 스위치를 대체하는 소프트웨어가 아닌, 학습 용도로만 한정하고 있다. 2012년부터 한국산업인력공단은 시스코 회사와 업무 상호 협약을 체결하고  국가기술자격 통신 직무분야 정보기술 종목 정보기기운용기능사 실기 시험에 처음으로 패킷 트레이서 라는 프로그램을 시범 운영하고 2014년 상시 기능사 6회부터 의무적으로 프로그램 시스코 패킷트레이서라는 프로그램을 사용한다.

## 같이 보기
- Dynamips